# 726

## Esdeveniments
- Provença: els musulmans de l'Àndalus, comandats pel valí Ànbassa ibn Suhaym al-Kalbí, ataquen la regió, són repel·lits i el valí és ferit de mort.
- Àndalus: a la mort d'Ànbassa ibn Suhaym al-Kalbí, el succeeix interinament Udhra ibn Abd-Al·lah al-Fihrí com a valí fins que, uns mesos més tard, el governador d'Ifríqiya nomena Yahyà ibn Salama al-Kalbí.
- Constantinoble: l'emperador Lleó III emet una sèrie d'edictes imposant la iconoclàstia, que serà l'inici d'un seguit de lluites i persecucions que duraran més d'un segle.
- Roma: el poble es revolta contra la dominació de l'Imperi Romà d'Orient i ofereix el govern de la ciutat al papa Gregori II, que l'accepta.[cal citació]
- Ravenna (Exarcat de Ravenna): Pau substitueix Escolàstic com a exarca.
- Cesarea de Capadòcia: els musulmans de Màslama ibn Abd-al-Màlik ibn Marwan, governador d'Armènia, ocupen la ciutat.

## Necrològiques
- Provença: Ànbassa ibn Suhaym al-Kalbí, valí de l'Àndalus, en combat.